# Carboxipeptidasa pancreática
La carboxipeptidasa es una enzima proteasa que se encuentra principalmente en el sistema digestivo, se encarga de hidrolizar un enlace peptídico en el carbono terminal de una proteína o péptido. La carboxipeptidasa pancreática  es secretada por el páncreas y también es conocida como exopeptidasa pancreática o CPA-1.
CPA-1 contiene un átomo de zinc (cofactor) en su sitio activo. Perdida del átomo de zinc llevaría a perdida de la actividad de la enzima, el átomo de zinc puede ser remplazado fácilmente por otro átomo similar o de algún metal divalente (cobalto o níquel)